# バッカスと呼ばれた男
『バッカスと呼ばれた男』（バッカスとよばれたおとこ）は宝塚歌劇団のミュージカル作品。雪組公演。形式名は「宝塚ミュージカル・ロマン」。宝塚は16場、東京と全国ツアーは20場。
作・演出は谷正純。宝塚における本公演の併演作品は『華麗なる千拍子'99』、東京における本公演と全国ツアーは『華麗なる千拍子』。

## 解説
※『宝塚歌劇100年史（舞台編）』の宝塚大劇場公演参考。
17世紀のフランス。近衛銃士隊長だったジュリアン・グランジョルジュはアンヌ・ドートリッシュ王妃への想いを秘めたまま身分を捨てシャンソニエとなり、アルザスの平和を勝ち取りろうと立ち上がる。戦争のたびにドイツ領、フランス領とその国旗を変え、苦難の歴史を綴ってきたフランスのアルザス地方を舞台に、ハプスブルク家とブルボン王朝の戦（三十年戦争）の狭間で、勇気と機知を武器に平和を勝ち取った、アルガスの英雄"バッカスと呼ばれた男"の活躍を描いたオリジナル・ミュージカル。

## 公演期間と公演場所
- 1999年11月12日 - 12月20日（新人公演：11月30日）　宝塚大劇場[1][4]
- 2000年2月11日 - 3月19日（新人公演：2月22日）　TAKARAZUKA1000days劇場（東京公演）[2]
- 2000年4月14日 - 5月7日　全国ツアー[3]

### 全国ツアーの日程
- 4月14日　徳山市文化会館[3]
- 4月15日・16日　広島郵便貯金会館[3]
- 4月18日　島根県民会館（松江市）[3]
- 4月20日　香川県県民会館（高松市）[3]
- 4月22日・23日　熊本県立劇場[3]
- 4月25日・26日　鹿児島県文化センター[3]
- 4月28日・29日　九州厚生年金会館（北九州市）[3]
- 5月1日・2日　福岡サンパレス[3]
- 5月5日 - 7日　沖縄コンペティションセンター[3]

## スタッフ（宝塚・東京）
※氏名の後ろに「宝塚」「東京」の文字がなければ両公演共通。
- 作曲・編曲：吉崎憲治/宮原透/竹内一宏
- 音楽指揮：御﨑惠
- 振付：尚すみれ
- 擬闘：清家三彦
- 装置：新宮有紀
- 衣装：任田幾英
- 照明：勝柴次朗
- 音響：加門清邦
- 小道具：伊集院撤也
- 効果：木多美生
- 演技指導：村田富久
- 演出助手：荻田浩一/川上正和
- 衣装補：河底美由紀
- 装置助手：國包洋子
- 舞台進行：森田智広
- 舞台監督：藤村信一（東京）/木村信也（東京）/宮脇学（東京）/香取克英（東京）
- 舞台美術製作：株式会社宝塚舞台
- 演奏：宝塚管弦楽団（宝塚）
- 録音演奏：宝塚歌劇団オーケストラ（東京）
- 制作：村上信夫
- 演出担当（新人公演）：荻田浩一（宝塚）、川上正和（東京）

## 特別出演（宝塚・東京における本公演）
- 汝鳥伶[4][2]
- 未沙のえる[4][2]
- 箙かおる[4][2]

## 主な配役

### 宝塚・東京
※下記のデータは宝塚・東京共通。「（　）」は新人公演。
- ジュリアン・グランジョルジュ - 轟悠[4]（未来優希[4]）
- アンヌ・ドートリッシュ - 月影瞳[4]（紺野まひる[4]）
- ミッシェル・バロー - 香寿たつき[4]（蘭香レア[4]）
- アトス - 汝鳥伶[4]（すがた香[4]）
- アラミス - 未沙のえる[4]（麻愛めぐる[4]）
- ポルトス - 箙かおる[4]（南帆香凛[4]）
- マザラン枢機卿 - 汐風幸[4]（立樹遥[4]）
- マンドラン - 安蘭けい[4]（音月桂[4]）
- アンギャン公爵 - 成瀬こうき[4]（天勢いづる[4]）
- ラズロ - 朝海ひかる[4]（蒼海拓[4]）
- シャルロッテ - 貴咲美里[4]（愛田芽久[4]）
- ポーレット - 紺野まひる[4]（澪うらら[4]）

### 全国ツアー
- ジュリアン・グランジョルジュ - 轟悠[3]
- アンヌ・ドートリッシュ - 月影瞳[3]
- ミッシェル・バロー - 香寿たつき[3]
- マザラン枢機卿 - 汐風幸[3]